# Rhododendron gilliardii
Rhododendron gilliardii är en ljungväxtart som beskrevs av Herman Otto Sleumer. Rhododendron gilliardii ingår i släktet rododendron, och familjen ljungväxter. Inga underarter finns listade i Catalogue of Life.